# Bipemba
Bipemba est une commune de la ville de Mbuji-Mayi en république démocratique du Congo.

## Administration
Avec 122 592 électeurs recensés en 2018, Bipemba a le statut de commune urbaine de plus de 80 000 électeurs, elle compte 9 conseillers municipaux en 2019.

## Transports
Le territoire de la commune accueille notamment l'aéroport de Mbuji-Mayi ou aéroport de Bipemba (Code AITA : MJM).